# Xã Oil Trough, Quận Independence, Arkansas
Xã Oil Trough (tiếng Anh: Oil Trough Township) là một xã thuộc quận Independence, tiểu bang Arkansas, Hoa Kỳ. Năm 2010, dân số của xã này là 756 người.